# Anthurium alatipedunculatum
Anthurium alatipedunculatum Croat & R.A.Baker, 1979 è una pianta della famiglia delle Aracee, endemica della Costa Rica.

## Descrizione
A. alatipedunculatum è spesso associato ad A. acutangulum, ma differisce avendo il peduncolo alato ad angolo ed il picciolo triangolare con scanalature adassiali.

## Distribuzione e habitat
Cresce sugli alberi e sui tronchi caduti in foreste umide.